# Speckheim (Windsbach)
Speckheim (fränkisch: Schbehgum) ist ein Gemeindeteil der Stadt Windsbach im Landkreis Ansbach (Mittelfranken, Bayern). Speckheim liegt in der Gemarkung Ismannsdorf.

## Geografie
Das Dorf liegt im engen, an den Hängen überwiegend bewaldeten, ostsüdöstlich ziehenden Tal des Mühlbachs, der im nahen Nachbardorf Ismannsdorf oberhalb aus zwei Oberlaufsträngen entsteht, ab dem Übertritt aufs Gebiet der Nachbargemeinde Mitteleschenbach etwas vor dem ferneren Gersbach Erlbach genannt wird und noch weiter abwärts von rechts in die Rezat mündet. Im Ort fließt ihm der unbeständige Klingengraben von Westsüdwesten zu, Mündungssporn ist der Bummerberg. Eine weitere kleine, anscheinend fast trockene Talmulde stößt von Süden her zu. Über dem linken Talrand setzt sich der Wald im Seeleinshölzlein auf einer Hochfläche des örtlichen Sandsteinkeupers weit fort, während jenseits des Waldsaums am rechten Talrand auf der Höhe meist Felder liegen. Der Talgrund liegt im Gipskeuper.
Eine Gemeindeverbindungsstraße führt nach Ismannsdorf zur Staatsstraße 2220 (0,8 km nordwestlich) bzw. nach Mitteleschenbach zur Kreisstraße AN 15 (2 km südöstlich).

## Geschichte
Der Ort wurde 1233 erstmals urkundlich erwähnt. In dieser Urkunde wurde die Schenkung von Gütern und Gefällen in „Kirchfarrnbach“, „Widogowendorf“ und „Specheim“ durch den eichstättischen Kanonikus Volcmarus an Abt Arnold (1182–1210) des Klosters Heilsbronn bestätigt. Der Ortsname leitet sich vom althochdeutschen Wort „spëkia“ (= Knüppeldamm) ab. Solche Knüppelgeflechte konnten tatsächlich bei Kanalisations- und Straßenbauten gefunden werden.
1249 erwarb das Kloster dort ein Gut, 1381 und 1383 noch zwei weitere Höfe. 1408 stiftete der Ritterbund der Fürspänger eine ewige Messe, zu der u. a. ein Gut in Speckheim – der sogenannte Spangenhof – dem Hochstift Bamberg überlassen wurde. Den Schutz des Hofes übernahm das Kastenamt Windsbach.
Im 16-Punkte-Bericht des Oberamts Windsbach aus dem Jahr 1608 wurden für Speckheim 6 Mannschaften verzeichnet: 4 Bauernhöfe und 1 Mühle unterstanden dem Verwalteramt Merkendorf, 1 Hof der Reichsstadt Nürnberg. Außerdem gab es ein Gemeindehirtenhaus. Der Spangenhof wird in dem Bericht nicht erwähnt. Das Hochgericht hatte das brandenburg-ansbachische Kasten- und Stadtvogteiamt Windsbach. Das Verwalteramt Merkendorf übte das Gemeinderecht und den Hirtenstab aus. Im 16-Punkte-Bericht des Oberamts Heilsbronn ebenfalls aus dem Jahr 1608 wurden die 5 Heilsbronner Anwesen als 2 Höfe und 3 Güter qualifiziert. Während des Dreißigjährigen Krieges wurde der Ort schwer in Mitleidenschaft gezogen.
Laut den Vetter’schen Oberamtsbeschreibungen des Jahres 1732 gab es in Speckheim 10 Mannschaften: Mahl- und Schneidmühle, 2 Höfe mit je 2 Mannschaften, 2 Güter und ein Häuslein unterstanden dem Verwalteramt Merkendorf, 1 Gütlein dem Stadtvogteiamt Eschenbach des Deutschen Ordens und 1 Häuslein dem Hochstift Bamberg.
Gegen Ende des 18. Jahrhunderts gab es in Speckheim 11 Anwesen und ein Gemeindehirtenhaus. Das Hochgericht übte weiterhin das Kasten- und Stadtvogteiamt Windsbach aus, die Dorf- und Gemeindeherrschaft hatte das Verwalteramt Merkendorf. Grundherren waren das Fürstentum Ansbach (Kasten- und Stadtvogteiamt Windsbach, Sprangenpfründe Obere Pfarre in Bamberg: 1 Halbhof, 1 Viertelhof; Verwalteramt Merkendorf: 2 Höfe, 2 Halbhöfe, 2 Söldengütlein, 1 Köblergut, 1 Wirts-Söldengütlein) und das Stadtvogteiamt Eschenbach (1 Gut). Es gab zu dieser Zeit 10 Untertansfamilien, von denen 8 ansbachisch waren. Von 1797 bis 1808 unterstand der Ort dem Justiz- und Kammeramt Windsbach.
Im Rahmen des Gemeindeedikts wurde Speckheim dem 1808 gebildeten Steuerdistrikt Sauernheim und der 1810 gegründeten Ruralgemeinde Sauernheim zugeordnet. Mit dem Zweiten Gemeindeedikt (1818) wurde Speckheim in die neu gebildete Ruralgemeinde Ismannsdorf umgemeindet. Diese wurde am 1. Juli 1972 im Zuge der Gebietsreform in Bayern in die Stadt Windsbach eingegliedert.

### Baudenkmal
- Haus Nr. 6: Ehemalige Mühle, zweigeschossiger massiver Satteldachbau, mit einfacher Putzgliederung, 1851.

### Einwohnerentwicklung
| Jahr      | 001818 | 001840 | 001861 | 001871 | 001885 | 001900 | 001925 | 001950 | 001961 | 001970 | 001987 |
| Einwohner |        | 86     | 102    | 92     | 88     | 98     | 96     | 114    | 97     | 83     | 69     |
| Häuser    | 16     | 14     |        |        | 15     | 15     | 16     | 17     | 17     |        | 16     |
| Quelle    | [ 23 ] | [ 24 ] | [ 25 ] | [ 26 ] | [ 27 ] | [ 28 ] | [ 29 ] | [ 30 ] | [ 31 ] | [ 32 ] | [ 1 ]  |

## Religion
Der Ort gehört seit der vorreformatorischen Zeit zur Pfarrei St. Nikolaus in Mitteleschenbach. Seit der Reformation sind die Protestanten nach St. Margareta (Windsbach) gepfarrt.